# Antoni van Planella en Cruïlles
Antoni van Planella en Cruïlles (1637 - Besalú, 13 november 1713) was een benedictijns monnik en abt van het Sint-Stevensklooster van Banyoles van 8 februari 1675 tot 1688 en daarna tot aan zijn dood van het Sint-Pietersklooster in Besalú in Catalonië.
Hij was 113de president van de Generalitat de Catalunya en vervulde twee mandaten, een eerste van 1692 tot 1695 en een tweede van van 22 juli 1701 tot 1704. Hij was de zoon van Victòria van Cruïlles en Soler en Joan Francesc van Planella en Despujol, heer van Castellcir en baron van Granera.
Zijn eerste mandaat begint tijdens de France bezetting die tot 1697 zal duren. In 1693 vindt het beleg van Roses en in 1694 dat van Verges, Palamós, Hostalric en Girona plaats. De Generalitat heeft weinig middelen om zich tegen de legers van Lodewijk XIV te verdedigen, alhoewel ze probeert met een leger van boeren en hulpsoldaten (de zogenaamde miquelets) weerstand te bieden. Ze kan een paar plaatsen heroveren. Na jaren van plunderingen door de Spaanse troepen volgen nu plunderingen door de Fransen, de landelijke bevolking wordt er niet echt beter van. Castilië mobiliseert troepen, maar slaagt er niet in Palamós terug te krijgen. De bevolking voelt zich verlaten in een conflict dat zich boven hun hoofden tussen Madrid en Parijs afspeelt.
Planella wordt een tweede keer verkozen door de staten generaal in 1701. Op 2 oktober van dat jaar doet Filips van Anjou zijn blijde intrede en zweert zijn trouw aan de Catalaanse gewoonten en gebruiken, de zogenaamde Constitucions catalanes, als koning Filips de IV van Catalonië en Aragon. Het blijft een periode van grote spanning tussen het huis Bourbon en de Generalitat, ofschoon Filips probeert de Barcelonese notabelen met privilegiën en eretitels op zijn kant te krijgen. Er komt een verbod handel te drijven met de geallieerden van het aartshertogdom Oostenrijk, Engeland, Portugal en de Republiek der Zeven Verenigde Nederlanden, wat nochtans in de dertig jaar daarvoor een bron van grote economische groei geweest was. De Nederlandse handelaar Arnold de Jager, die al veertig jaar in Barcelona woonde en in 1690 met Josepa Colomer, een dame uit een vooraanstaande Catalaanse familie getrouwd was, wordt in 1702 het land uitgezet. Door deze en gelijkaardige feiten neemt het aantal Oostenrijksgezinden en de anti-Franse gevoelens zienderogen toe, niet alleen bij de handelaars en de (kleine) adel, maar ook bij de clerus, de intellectuelen en de gewone bevolking. Pas in maart 1694 wordt de verbanning van Arnold de Jager ingetrokken.
In 1703 komt het tot een proces tegen Antoni van Planella wegens smokkel en corruptie en hij wordt afgezet. Daarna is hij teruggekeerd naar Besalú waar hij zijn ambt als abt van het klooster verderzet. Ondanks het proces neemt hij deel aan de Staten Generaal van 1705. Hij is gestorven op 13 november 1713 en werd in Besalú in het klooster begraven.